# Noisy-le-Grand
 Noisy-le-Grand  es una localidad y comuna de Francia, en la región de Isla de Francia, departamento de Sena-Saint Denis, en el distrito de Le Raincy. Es la cabecera y la mayor población del cantón homónimo.
Su población legal para 2007 era de 62 529 habitantes. Forma parte de la aglomeración urbana parisina.
No está integrada en ninguna Communauté d’agglomération.

## Demografía
| 986 | 1 074 | 1 052 | 1 124 | 1 079 | 1 169 | 1 116 | 1 132 | 1 063 | 1 258 | 1 341 | 1 248 | 1 334 | 1 394 | 1 875 | 1 799 | 1 771 | 1 797 | 2 112 | 2 211 | 2 584 | 4 425 | 6 407 | 7 050 | 6 808 | 10 398 | 16 813 | 25 440 | 26 662 | 40 585 | 54 032 | 58 217 | 60 235 | 62 529 |
| Para los censos de 1962 a 1999 la población legal corresponde a la población sin duplicidades (Fuente: INSEE [Consultar]) |       |       |       |       |       |       |       |       |       |       |       |       |       |       |       |       |       |       |       |       |       |       |       |       |        |        |        |        |        |        |        |        |        |